# Ewelina Fijołek
Ewelina Fijołek (ur. 29 grudnia 1978 w Rzeszowie) – polska zawodniczka akrobatyki sportowej, trenerka, działaczka samorządowa.

## Życiorys
Była zawodniczką sekcji akrobatycznej Stali Rzeszów (1986-1998). W 1995 w parze z Brygidą Sakowską zdobyła złoty medal mistrzostw świata w gimnastyce akrobatycznej. W 2006 została trenerem w klubie w wieloboju i układzie II oraz srebrny medal w układzie I. Ponadto na mistrzostwach świata seniorów zdobyła jeszcze brązowy medal w wieloboju i układzie I w 1994 (z Brygidą Sakowską), a na mistrzostwach Europy: brązowy w wieloboju i układzie II z Edytą Hadałą w 1992, srebrny w wieloboju w 1994 (z Brygidą Sakowską), brązowy w wieloboju i układzie I z Andrzejem Sokołowskim (dwójka mieszana) w 1996 oraz srebrny w wieloboju i brązowe w układzie I i II z Andrzejem Sokołowskim (dwójka mieszana) w 1997.
Na mistrzostwach Polski seniorek cztery złote medale: z Brygidą Sakowską w dwójce (1994, 1995) oraz z Andrzejem Sokołowskim w dójce mieszanej (1997-1998).
Po zakończeniu kariery zawodniczej pracowała w niemieckim cyrku Flic-Flac (1998-2000) i kanadyjskim cyrku Cirque Eloise (2002-2004). Od 2007 jest trenerem w Stali Rzeszów, pracuje także jako nauczycielka wychowania fizycznego w V Liceum Ogólnokształcącym w Rzeszowie.
Zaangażowała się także w działalność Podkarpackiego Okręgowego Związku Akrobatyki Sportowej.
Postanowieniem prezydenta RP Aleksandra Kwaśniewskiego z 9 grudnia 2004 została odznaczona Srebrnym Krzyżem Zasługi za zasługi w działalności na rzecz rozwoju sportu.
W wyborach samorządowych w 2018 bez powodzenia kandydowała do rady miejskiej Rzeszowa z listy Komitetu Wyborczego Stowarzyszenie Rozwój Rzeszowa Tadeusza Ferenca w Rzeszowie (radnym został wówczas startujący z tego samego komitetu jej brat Konrad). Radną została w 2019 w miejsce wybranego do Sejmu Wiesława Buża.